# Mocartov dom (Beč)
Mocartov dom ili kuća se nalazi u 1. okrugu grada Beča, nedaleko od katedrale Svetog Stefana. Tu se nalazi jedini do danas očuvan stan Volfganga Amadeusa Mocarta koji je tu živeo od 1784. do 1787. godine.

## Istorija
Mozartov stan se nalazi u ulici Domgasse 5 u zgradi koja datira iz 17. veka. Prvobitno dvospratna zgrada je 1716. godine dograđena i arhitektonski preuređena. Mocart iznajmljuje stan u njoj 1784. godine od pordice Kamesina.
Prostorije stana su za javnost otvorene 1941. godine, povodom obeležavanja 150 godina od smrti  Mocarta. Ovaj događaj je bio deo "Mocartove nedelje Nemačkog rajha" pri čemu je cilj nacista bilo predstavljanje Mocarta kao tipično Nemačkog kompozitora. Od 1945. godine je zgrada u kojoj je smešten Mocartov stan pod ingerencijom Muzeja grada Beča. 2004. godine je zapoceta opsežna rekonstrukcija ovog zdanja da bi 2006. godine, tačno na 250 godina od rođenja Mocarta, muzej-kuća Mocarta osvanula u novom sjaju. Danas su na 4 sprata ovog muzeja dostupne vizuelne i audio instalacije o životu i delu Mocarta kao i mnogi istorijski eksponati. 2015. godine je ovaj muzej imao preko 150 000 posetilaca.